# Henry Verdhurdt
Corneille Henri Joseph Verdhurdt (Namen, 1 maart 1843 – Neuilly-sur-Seine, 25 december 1912) was een 19e-eeuwse Belgische bariton, zangleerkracht en theaterdirecteur.

## Biografie
Verdhurdt was getrouwd met de kleindochter van François-Joseph Fétis. Hij zong bij verscheidene Franse instellingen en publiceerde een aantal muziekwerken, alvorens directeur te worden van de Koninklijke Muntschouwburg te Brussel, dit van 1885 tot 1886. Hoewel dit seizoen een financiële ramp vormde, slaagde Verdhurdt er toch in om de opera Gwendoline van Emmanuel Chabrier op te voeren, een werk dat geweigerd was aan de Opéra de Paris. Hoewel de avondvoorstelling van dit werk op 10 april 1886 een groot succes vormde, gaf Verdhurdt zijn ontslag de dag erna. Later stond hij aan het hoofd van het theater van Rouen (1889-1890).